# A Cure for Pokeritis
Pour plus de détails, voir Fiche technique et Distribution.
A Cure for Pokeritis est un court métrage muet américain réalisé par Laurence Trimble et sorti en 1912. Cette comédie met en scène John Bunny et Flora Finch dans les rôles de George et Mary Brown. Après la mort de John Bunny, le film est réédité avec pour titre alternatif A Sure Cure for Pokeritis.
Le film raconte l'histoire d'une femme qui fait perdre à son mari l'habitude des jeux d'argent, grâce à l'intervention de son cousin : celui-ci effectue une fausse descente de police sur le lieu où se tient la partie de poker hebdomadaire du mari. Il s'agit d'un des nombreux courts-métrages du même type produits par la Vitagraph Company of America et qui ont fait de John Bunny et Flora Finch des stars du cinéma. Bien que son humour soit démodé, A Cure for Pokeritis est emblématique du genre comique et du cinéma des années 1910.

## Synopsis
De retour chez lui, après une soirée passée à perdre au poker, George Brown jure d'arrêter définitivement les jeux d'argent. Son ami Bigelow le convainc cependant de continuer à jouer secrètement au poker toutes les semaines, en disant à sa femme Mary qu'il a été admis aux « Sons of the Morning » (traduit littéralement en « Fils de la matinée »), une loge fraternelle, pour expliquer ses absences. Lorsque George parle dans son sommeil, celle-ci devient méfiante et le fait suivre par son cousin Freddie Dewdrop, ce qui lui permet d'apprendre la vérité. Avec les épouses des autres joueurs de poker, elle élabore un plan pour mettre fin au jeu. Freddie et les membres d'un groupe biblique auquel il appartient se déguisent alors en policiers et font une descente dans le tripot où se trouve George. Les épouses des parieurs arrivent ensuite ; la police laisse les hommes se faire gronder au lieu de les arrêter. Le film se termine par la réconciliation des Brown.

## Fiche technique
Sauf indication contraire, les informations mentionnées dans cette section peuvent être confirmées par la base de données cinématographiques IMDb,  présente dans la section « Liens externes ».
- Titre : A Cure for Pokeritis ou A Sure Cure for Pokeritis
- Réalisation : Laurence Trimble
- Société de production : Vitagraph Company of America
- Société de distribution : General Film Company[2]
- Pays de production :  États-Unis
- Langue originale : muet, avec intertitres en anglais
- Format : noir et blanc – 35 mm – 1,33:1
- Genre : comédie
- Durée : 13 minutes
- Dates de sortie :
  - États-Unis : 23 février 1912

## Distribution
Sauf indication contraire, les informations mentionnées dans cette section peuvent être confirmées par la base de données cinématographiques IMDb,  présente dans la section « Liens externes ».
Les noms des personnages interprétés par John Bunny et Flora Finch sont sujets à caution : dans le film lui-même, les deux personnages principaux sont identifiés comme Mary et George Brown ; cependant, dans la publication en interne de la Vitagraph Company of America, qui inclut toutes les distributions des films du studio, les personnages principaux sont désignés comme Monsieur et Madame Bunny Sharpe et le nom de M. Brown est donné à l'un des personnages secondaires.
- John Bunny : M. Bunny Sharpe / George Brown
- Flora Finch : Mme Bunny Sharpe / Mary Brown
- Charles Eldridge : Bigelow, l'ami des Bunny[3]
- Rose Tapley : la femme de Bigelow
- Leah Baird : une amie de la femme
- Harry T. Morey : Freddie Dewdrop
- Tom Powers : un ami de Freddie
- James W. Morrison : un ami de Freddie
- William R. Dunn : M. Brown
- Arthur Rosson : le costumier

## Production
A Cure for Pokeritis est l'un des nombreux courts-métrages de la Vitagraph Company of America mettant en scène John Bunny et Flora Finch dans un cadre domestique, connus populairement comme Bunnygraphs ou Bunnyfinches,. Le nombre de ces courts métrages produits à l'origine est inconnu, car les films des studios Vitagraph n'ont généralement pas été archivés. Les estimations varient considérablement, entre des totaux de plus de 150, 200, ou même 260. La plupart des films sont aujourd'hui considérés comme perdus.
Ce film est l'un des premiers exemples des efforts du réalisateur pour se détacher des conventions théâtrales et de l'utilisation de didascalies. Au cours de la descente de police, la profondeur de l'image est créée par une action simultanée au premier plan et à l'arrière-plan, permettant aux acteurs de se déplacer entre ces deux plans. Cette technique cinématographique renforce le réalisme et le rythme de la scène,.

## Musique
Les théâtres qui projettent des films muets à l'époque, les accompagnent en musique. Selon le film et le lieu, la musique d'accompagnement peut être jouée en direct par un pianiste ou un orchestre, ou être pré-enregistrée ; quelquefois, il n'y a pas de musique. Certains films sont distribués avec une liste de repères pour caler la musique sur le film, indiquant quand elle doit être jouée ou proposant des anthologies de chansons spécifiques à utiliser comme accompagnements. Entre 1910 et 1912, la musique populaire est le plus souvent choisie, car les paroles ou le titre sont d'une certaine façon liés au film, contrairement aux efforts ultérieurs pour fournir de la musique avec le grain approprié. À partir de 1910, Vitagraph fournit des listes de repères pour l'ensemble de leurs films.
Les premières recommandations musicales de Vitagraph pour le film sont I'm Glad I'm Married, et I've Got My Eyes on You,. Le studio propose ensuite I Don't Believe You, ou I'm an Honorary Member of the Patsy Club,, lorsque George annonce son appartenance présumée à la loge. Sa somniloquie est accompagnée par If You Talk in Your Sleep, Don't Mention My Name, suivie de Back to the Factory, Mary, lorsque Freddie enquête. Le but de Whoops, My Dear, est de marquer la descente de police et Don't Take Me Home,, la fin du film.

## Accueil
Les Bunnygraphs, en tant que genre, sont représentatifs du cinéma de l'époque, et ont beaucoup de succès, faisant de John Bunny la première star du cinéma comique américain et Flora Finch la première comédienne à devenir une star,. A Cure for Pokeritis, sorti le 23 février 1912, est bien reçu, aussi bien aux États-Unis qu'à l'étranger. The Thames Star, un journal néo-zélandais, écrit que le film que « à hurler de rire »,. Après la mort de John Bunny, la Vitagraph porte de plus en plus d'intérêt à ses films. Cela le conduit à annoncer la réédition de ce film, rebaptisé A Sure Cure for Pokeritis, en 1917, ainsi que de plusieurs de ses autres œuvres, comme Favorite Film Features. Cependant, l'humour de A Cure for Pokeritis a mal vieilli, en comparaison avec celui des films slapstick de Mack Sennett ou des œuvres de Charlie Chaplin et Buster Keaton. Selon Donald McCaffrey et Christopher Jacobs, universitaires spécialistes du cinéma, les spectateurs modernes  en voyant le film, malgré la qualité du jeu des acteurs.

## Analyse

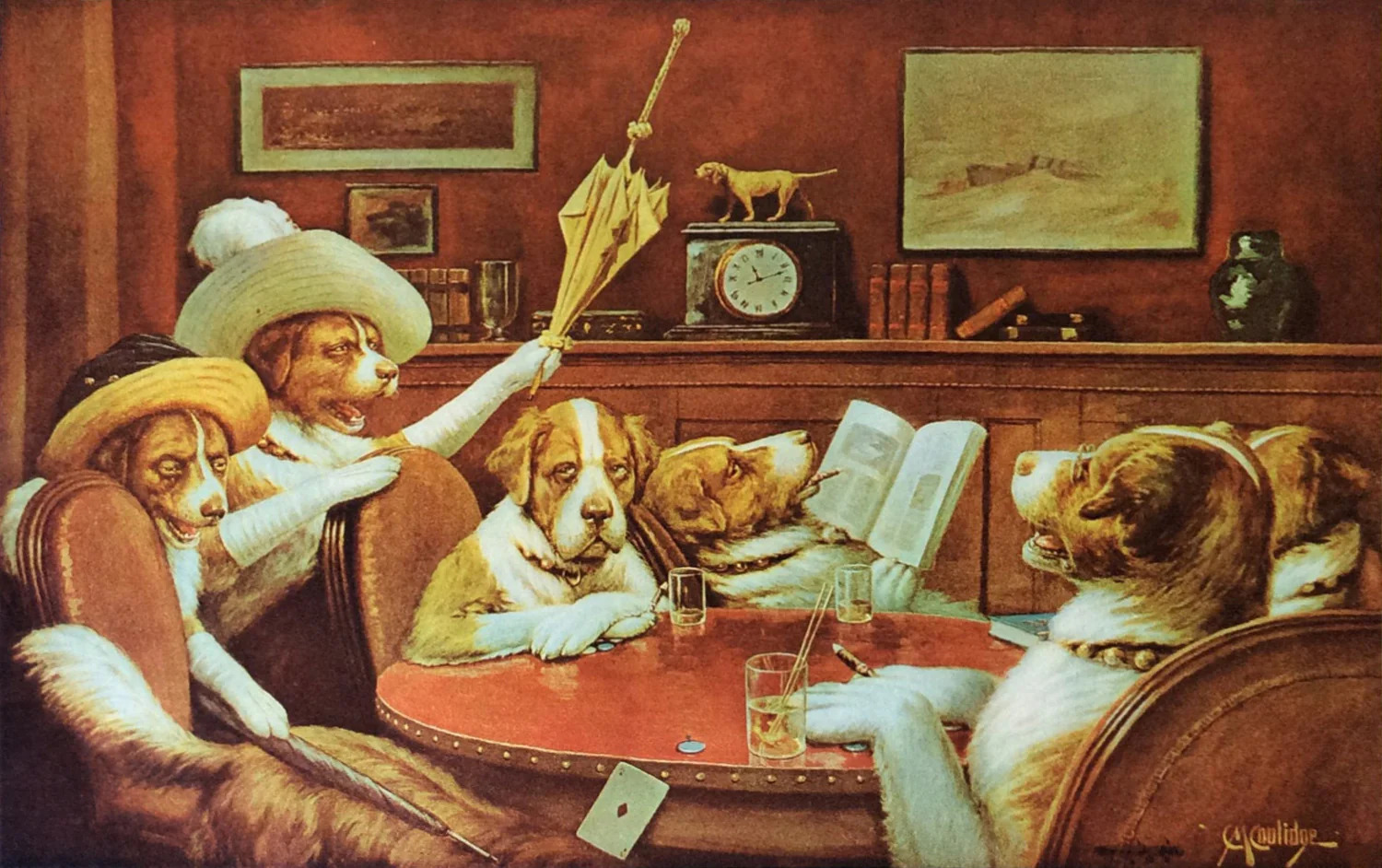
Le tableau Sitting up with a Sick Friend de Coolidge représente un événement similaire, mais avec des chiens anthropomorphes.

Les thèmes du film et leur influence sur des œuvres ultérieures font l'objet de plusieurs analyses critiques. A Cure for Pokeritis est certainement la première représentation du poker dans un film, et donne aux spectateurs un aperçu du jeu à cette époque, perçu comme une maladie sociétale touchant avant tout les hommes. La posture des acteurs autour de la table, lorsqu'ils jouent au poker dans le film, se retrouve dans le tableau Sitting up with a Sick Friend de Cassius Marcellus Coolidge, qui fait partie de la série des Chiens jouant au poker commandée en 1903,.
A Cure for Pokeritis est comparé à des sitcoms des années 1940 et de la fin du XXe siècle,. L'historien Wes Gehring de l'université d'État de Ball estime que George est un précurseur de l'antihéros moderne et compare les Brown à Laurel et Hardy.
D'autres auteurs étudient les questions de genre présentes dans le film. Gerald Mast écrit que sous les aspects comiques se trouve une opposition entre la masculinité et la morale d'un côté, et les valeurs féministes de l'autre. Le professeur Geoff King de l'université Brunel relève les efforts de George pour échapper à un « emprisonnement » dont est responsable sa femme, un thème récurrent dans la comédie muette. Le critique de cinéma Peter Nash considère quant à lui le « pointilleux et efféminé » Freddie comme un personnage « manifestement gay »,.

## Postérité
A Cure for Pokeritis est dans le domaine public et est donc disponible gratuitement, y compris en ligne. En 1998, Kino International l'a inclus dans la Slapstick Encyclopedia, une collection de films muets en huit volumes VHS qui est rééditée en 2002 sous une collection de cinq DVD par Image Entertainment.
En 2011, A Cure for Pokeritis est inscrit au National Film Registry par la bibliothèque du Congrès comme étant un film « d'importance culturelle, historique ou esthétique », et représentant les films Bunnygraph.